# بوئینگ فانتوم ری
بوئینگ فانتوم ری (به انگلیسی: Boeing Phantom Ray) یک پهپاد رزمی (UCAV) شناساگریز ساخت شرکت بوئینگ آمریکا است. فانتوم ری هواگردی خودران با طراحی بال‌دیس (بال پرنده) به اندازه یک جت جنگنده معمولی است و اولین بار در آوریل ۲۰۱۱ پرواز کرد. این هواگرد پروازهای آزمایشی شامل نظارت، حمله زمینی و ماموریت‌های سوخت‌گیری هوایی خودمختار را انجام خواهد داد. توسعه دهندگان آن می‌گویند که این پرنده می‌تواند ۴۵۰۰ پوند (۲۰۴۰ کیلوگرم) بار حمل کند.

## مشخصات فنی

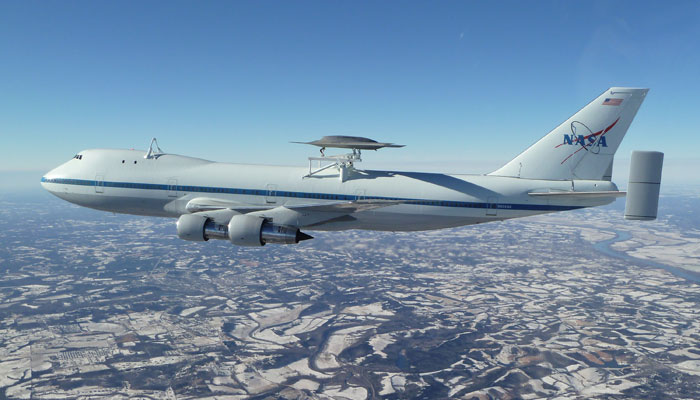
فانتوم ری در دسامبر ۲۰۱۰ بر روی هواپیمای شاتل‌بر در میسوری حمل شد.

داده‌ها از Debut, Boeing backgrounder, Boeing X-45 page
ویژگی‌های عمومی
- خدمه: بدون سرنشین
- طول: ۳۶ فوت (۱۱ متر)
- پهنای بال: ۵۰ فوت (۱۵ متر)
- بیشترین وزن برخاست: ۳۶٬۵۰۰ پوند (۱۶٬۵۵۶ کیلوگرم)
- پیشرانه: ۱ عدد  جنرال الکتریک F404-GE-102D

عملکرد
- سرعت کروز: ۶۱۴ مایل بر ساعت (۹۸۸ کیلومتر بر ساعت، ۵۳۴ گره) ماخ ۰٫۹۳
- بُرد: ۱٬۵۰۰ مایل (۲٬۴۰۰ کیلومتر، ۱٬۳۰۰ مایل دریایی) *
- حداکثر ارتفاع: ۴۰٬۰۰۰ فوت (۱۲٬۰۰۰ متر) *

## همچنین ببینید
هواگردهای با عملکرد، پیکربندی و یا دوره زمانی مشابه
- BAE Taranis
- داسو ان‌یوروان
- DRDO AURA
- باراکودا
- نورثروپ گرومن ایکس-۴۷بی
- میکویان اسکت
- سوخو اس-۷۰ اوختونیک

فهرست‌های مرتبط
- List of unmanned aerial vehicles